# Haru
En haru (eller hara, häru) är en mindre ö som är kal och belägen mot havsfjärden. Som exempel nämner Kurt Zilliacus i boken Skärgårdsnamn Spelharun som en typisk ”haru”, ett kalt och relativt brant bergskär, just vid farleden vid Stenskär i Nagu, Finland.

## Uttal
På Åland överväger former på -hära (vanligen uttalade -haz:ran, i Kökar -hazrrun), med dialekternas övergång av a till ä i gamla kortstaviga ord på -u. Namnen på -hara uttalas -ha:ron på Åland och i Hitis, kort -haru(n) i det övriga Åboland och Nyland. Bestämd form är vanligare än obestämd.

## Namnändelsen -har
Namnändelserna -hara, -häru och -haru bör inte förväxlas med ändelsen -har för grund som betyder lågt morängrund eller stenrev.

## Orter och platser där hara eller haru ingår i namnet

### Finland
Gruppen av önamn med ändelserna -hara, -hära omfattar omkring 550 namn i Ålands och Åbolands skärgård och vid den nyländska kusten.
Kända harun är 
- Klovharun i Pellinge, Borgå, ägd av Tove Jansson

Vanligaste haru-namnen är:
- Vitharun (24 fall)
- Högharun